# Apeadeiro de Diogal
O apeadeiro de Diogal foi uma interface da Linha do Algarve, que servia uma zona rural no limite noroeste da cidade de Faro, em Portugal.

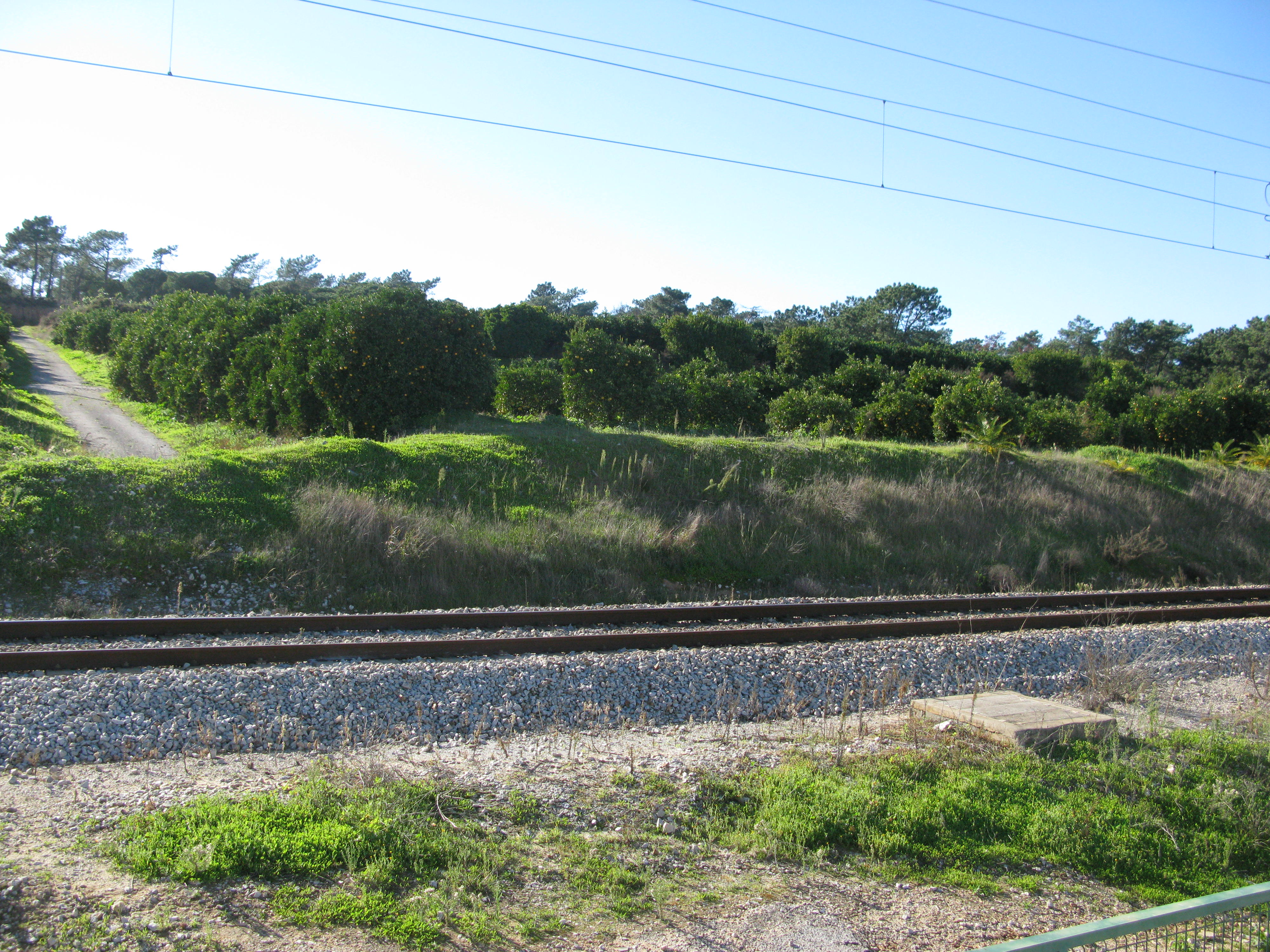
Vestígios do apeadeiro, em 2018.

## Descrição
Notavelmente, a designação do apeadeiro está em desacordo com a hidrografia e toponímia locais, mesmo em cartografia coeva.

### Localização e acessos
O local do extinto apeadeiro de Diogal situa-se junto à Ribeira de Biogal, que corre junto à via férrea desde a estação Parque das Cidades até à sua foz já na Ria de Faro, distando cerca de dois quilómetros da povoação epónima, situada a sudeste; a localidade mais próxima é porém Vale da Venda, situada junto à EN125, já em território concelho limítrofe de Loulé, a menos de um quilómetro a norte do local do extinto apeadeiro.

### Infraestrutura
Como apeadeiro numa linha de via única, esta interface tinha uma só plataforma.[carece de fontes?]

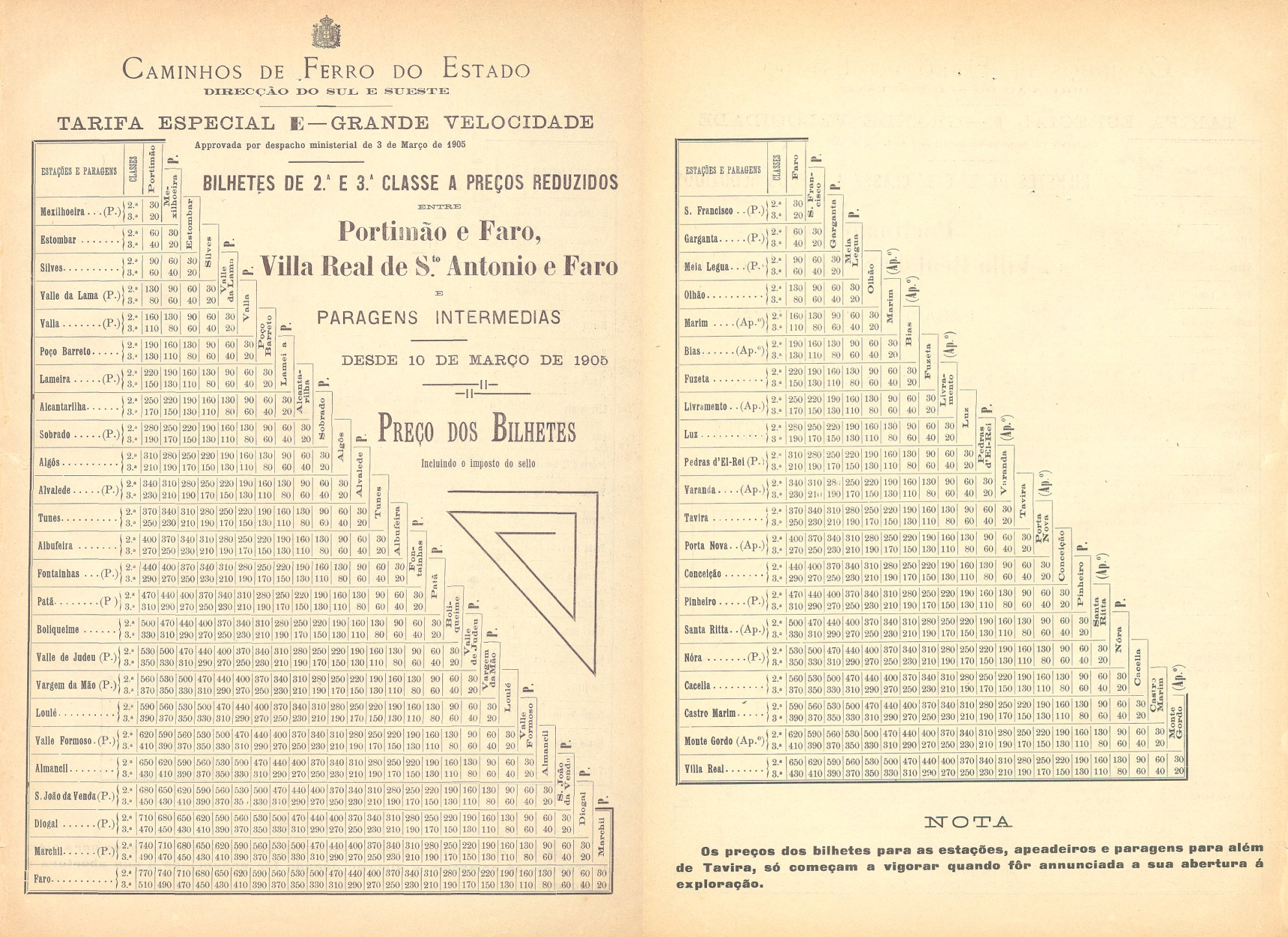
Aviso de 1905, onde Diogal surge com a categoria de paragem.

## História
O apeadeiro de Diogal inseria-se no lanço da Linha do Algarve entre Tunes e Faro, que foi inaugurado em 1 de Julho de 1889 pela divisão estatal dos Caminhos de Ferro do Sul e Sueste.

Diogal não constava já do horário oficial de 1980, tendo sido encerrado anteriormente.